# أق تشاي عليا
أق تشاي عليا هي قرية في مقاطعة نير، إيران. عدد سكان هذه القرية هو 43 في سنة 2006.